# Campionats del món de ciclisme de muntanya i trial de 2004
Els Campionats del món de ciclisme de muntanya i trial de 2004 van ser la 15a edició dels Campionats del món de ciclisme de muntanya organitzats per la Unió Ciclista Internacional. Les proves tingueren lloc del 8 al 12 de setembre de 2004 a Les Gets (Alta Savoia) a França.

## Resultats

### Camp a través
| Proves         | Or                                                                        | Plata                                                                | Bronze                                                                           |
| Masculí        | Julien Absalon (FRA)                                                      | Cédric Ravanel (FRA)                                                 | Thomas Frischknecht (SUI)                                                        |
| Femení         | Gunn-Rita Dahle (NOR)                                                     | Maja Włoszczowska (POL)                                              | Alison Sydor (CAN)                                                               |
| Masculí sub-23 | Manuel Fumic (GER)                                                        | Liam Killeen (GBR)                                                   | Florian Vogel (SUI)                                                              |
| Masculí júnior | Nino Schurter (SUI)                                                       | Stéphane Tempier (FRA)                                               | Maxime Marotte (FRA)                                                             |
| Femení júnior  | Nathalie Schneitter (SUI)                                                 | Laura Metzler (FRA)                                                  | Tereza Hurikova (CZE)                                                            |
| Relleus Mixt   | Canadà · Geoff Kabush · Maximiliam Plaxton · Kiara Bisaro · Raphaël Gagné | Suïssa · Ralph Näf · Florian Vogel · Nino Schurter · Barbara Blatter | Polònia · Marcin Karczynski · Kryspin Pyrgies · Pawel Szpila · Maja Włoszczowska |

### Descens
| Proves         | Or                    | Plata                 | Bronze                    |
| Masculí        | Fabien Barel (FRA)    | Greg Minnaar (RSA)    | Sam Hill (AUS)            |
| Femení         | Vanessa Quin (NZL)    | Mio Suemasa (JPN)     | Celine Gros (FRA)         |
| Masculí júnior | Romain Saladini (FRA) | Florent Payet (FRA)   | Kyle Strait (USA)         |
| Femení júnior  | Scarlett Hagen (NZL)  | Rachel Atherton (GBR) | Audrey Le Corguille (FRA) |

### Four Cross
| Proves  | Or                  | Plata                  | Bronze              |
| Masculí | Eric Carter (USA)   | Mickael Deldycke (FRA) | Michal Prokop (CZE) |
| Femení  | Jana Horakova (CZE) | Jill Kintner (USA)     | Tara Llanes (USA)   |

### Trial
| Proves                       | Or                                                                              | Plata                                                                                                 | Bronze                                                                |
| Masculí - 20 polzades        | Benito Ros (ESP)                                                                | Marco Hösel (GER)                                                                                     | Rafal Kumorowski (POL)                                                |
| Masculí - 26 polzades        | Daniel Comas (ESP)                                                              | Vincent Hermance (FRA)                                                                                | Marc Caisso (FRA)                                                     |
| Femení                       | Karin Moor (SUI)                                                                | Ann-Christin Bettenhausen (GER)                                                                       | Mireia Abant (ESP)                                                    |
| Masculí júnior - 20 polzades | James Hyland (GBR)                                                              | Ben Savage (GBR)                                                                                      | Felix Heller (GER)                                                    |
| Masculí júnior - 26 polzades | Ben Savage (GBR)                                                                | Florent Tournier (FRA)                                                                                | Sébastian Hoffmann (GER)                                              |
| Equips                       | Espanya · Benito Ros · Andreu Miró · David García · Mireia Abant · Daniel Comas | Alemanya · Marco Hösel · Stefan Lange · Ann-Christin Bettenhausen · Felix Heller · Sébastian Hoffmann | Suïssa · Karin Moor · Sébastian Honegger · Stefan Moor · Roger Keller |

## Medaller
| Pos.  | País         | Or | Plata | Bronze | Total |
| 1     | França       | 3  | 7     | 4      | 14    |
| 2     | Suïssa       | 3  | 1     | 3      | 7     |
| 3     | Espanya      | 3  | 0     | 1      | 4     |
| 4     | Regne Unit   | 2  | 3     | 0      | 5     |
| 5     | Nova Zelanda | 2  | 0     | 0      | 2     |
| 6     | Alemanya     | 1  | 3     | 2      | 6     |
| 7     | Estats Units | 1  | 1     | 2      | 4     |
| 8     | Txèquia      | 1  | 0     | 2      | 3     |
| 9     | Canadà       | 1  | 0     | 1      | 2     |
| 10    | Noruega      | 1  | 0     | 0      | 1     |
| 11    | Polònia      | 0  | 1     | 2      | 3     |
| 12    | Japó         | 0  | 1     | 0      | 1     |
| 12    | Sud-àfrica   | 0  | 1     | 0      | 1     |
| 14    | Austràlia    | 0  | 0     | 1      | 1     |
| Total | Total        | 18 | 18    | 18     | 54    |